# Provincia de Sidi Kacem
La provincia de Sidi Kacem (en árabe, سيدي قاسم) es una provincia marroquí situada hasta 2015 en la región de Garb-Chrarda-Beni Hsen y desde 2015 en la región de Rabat-Salé-Kenitra, con excepción de la parte de Uezan que constituye una provincia de la región de Tanger-Tetuán-Alhucemas.

## Demografía
| 645 872                                                 | 692 239 | 704 614 |
| 1994, 2004 : recensement officiel ; 2007 : calculation. |         |         |

## Ciudades
| Municipios       | Población en 1994 | Población en 2004 |
| ---------------- | ----------------- | ----------------- |
| Sidi Kacem       | 67 582            | 74 062            |
| Uezán            | 52 115            | 57 972            |
| Dar Laâslouji    | 24 679            | 27 836            |
| Sidi al Kamil    | 24 415            | 26 800            |
| Aïn Defali       | 23 930            | 24 521            |
| Mechra Bel Ksiri | 23 860            | 27 630            |
| Sefsaf           | 20 977            | 22 941            |
| Nouirate         | 20 551            | 22 639            |
| Sidi Redouane    | 19 984            | 20 782            |
| Khenichet        | 19 821            | 20 899            |
| Lamrabih         | 19 453            | 20 187            |